# Hirewaddatti, Mundargi
Hirewaddatti là một làng thuộc tehsil Mundargi, huyện Gadag, bang Karnataka, Ấn Độ.